# Ashmeadiella dimalla
Ashmeadiella dimalla är en biart som beskrevs av Michener 1939. Ashmeadiella dimalla ingår i släktet Ashmeadiella och familjen buksamlarbin. Inga underarter finns listade i Catalogue of Life.